# Johann Adolf von Krosigk
Johann Adolf von Krosigk (* 24. März 1666; † 30. August 1728 in Güsten) war ein fürstlich anhaltischer Amtshauptmann.

## Leben
Johann Adolf von Krosigk war Angehöriger des obersächsischen Uradelsgeschlechts Krosigk. Seine Eltern waren der Herr auf Hohenerxleben und spätere anhaltische Landrat Jakob Anton von Krosigk (1624–1704) und dessen ab 1665 zweite Ehefrau Freda Dorothea von Schlegel († 1679) aus dem Haus Merzien.
Im Jahr 1710 vermählt sich Krosigk mit Maria Sophia von Schlegel († 1716). In zweiter Ehe heiratete er am 1. September 1718 Marie Antoinette von Krosigk aus Poplitz (1696–1759), Tochter von Bernhard Friedrich von Krosigk (1656–1714). Aus dieser Ehe ging der Sohn Anton Friedrich von Krosigk (1721–1779) hervor.
Johann Adolf von Krosigk wurde anhaltischer Amtshauptmann. Er lebte mit seiner Ehefrau Antoinette längere Zeit auf Gröna, einem Besitz seines Schwiegervaters. Er starb am 30. August 1728 im 63. Lebensjahr in Güsten. Seine Witwe starb am 18. Oktober 1759 in Köthen.